# Campeonato colombiano 1951
El Campeonato colombiano 1951 fue el cuarto torneo de la Categoría Primera A de fútbol profesional colombiano en la historia.

## Desarrollo
En este torneo debutaron como clubes profesionales el Deportes Quindío (Armenia) y Deportivo Samarios (Santa Marta), completando así 18 equipos participantes. Por otra parte Atlético Municipal cambió su nombre a Atlético Nacional, preservando su política de contratar solamente jugadores colombianos.
Además, con la firma del «Pacto de Lima» se legitimó el Campeonato colombiano, lo cual marcó el comienzo del fin para la era de El Dorado en el cual se acordó que los jugadores extranjeros regresarían a sus países a más tardar en 1954. El hecho se vio forzado por la expulsión de la Federación Colombiana de Fútbol por parte de FIFA.
El campeón fue Millonarios

## Datos de los clubes
| Equipo                 | Departamento       | Ciudad       |
| ---------------------- | ------------------ | ------------ |
| América de Cali        | Valle del Cauca    | Cali         |
| Atlético Bucaramanga   | Santander          | Bucaramanga  |
| Atlético Nacional      | Antioquia          | Medellín     |
| Boca Juniors de Cali   | Valle del Cauca    | Cali         |
| Cúcuta Deportivo       | Norte de Santander | Cúcuta       |
| Deportes Caldas        | Caldas             | Manizales    |
| Deportes Quindío       | Caldas             | Armenia      |
| Deportivo Cali         | Valle del Cauca    | Cali         |
| Deportivo Pereira      | Caldas             | Pereira      |
| Huracán                | Antioquia          | Medellín     |
| Independiente Medellín | Antioquia          | Medellín     |
| Junior                 | Atlántico          | Barranquilla |
| Millonarios            | Bogotá, D. C.      | Bogotá       |
| Once Deportivo         | Caldas             | Manizales    |
| Samarios               | Magdalena          | Santa Marta  |
| Santa Fe               | Bogotá, D. C.      | Bogotá       |
| Sporting               | Atlántico          | Barranquilla |
| Universidad Nacional   | Bogotá, D. C.      | Bogotá       |

## Clasificación
| Pos. | Equipo                 | Pts. | PJ | G  | E  | P  | GF  | GC  | Dif. | Clasificación |
| ---- | ---------------------- | ---- | -- | -- | -- | -- | --- | --- | ---- | ------------- |
| 1    | Millonarios            | 60   | 34 | 28 | 4  | 2  | 98  | 29  | +69  | Campeón.      |
| 2    | Boca Juniors de Cali   | 49   | 34 | 22 | 5  | 7  | 110 | 55  | +55  |               |
| 3    | Cúcuta Deportivo       | 48   | 34 | 21 | 6  | 7  | 93  | 56  | +37  |               |
| 4    | Deportivo Cali         | 48   | 34 | 19 | 10 | 5  | 82  | 46  | +36  |               |
| 5    | Deportes Quindío       | 39   | 34 | 15 | 9  | 10 | 70  | 62  | +8   |               |
| 6    | Santa Fe               | 37   | 34 | 14 | 9  | 11 | 90  | 75  | +15  |               |
| 7    | Sporting               | 37   | 34 | 14 | 9  | 11 | 77  | 72  | +5   |               |
| 8    | Junior                 | 36   | 34 | 14 | 8  | 12 | 66  | 58  | +8   |               |
| 9    | Once Deportivo         | 35   | 34 | 14 | 7  | 13 | 72  | 66  | +6   |               |
| 10   | Deportes Caldas        | 34   | 34 | 14 | 6  | 14 | 77  | 74  | +3   |               |
| 11   | Deportivo Pereira      | 34   | 34 | 12 | 10 | 12 | 66  | 67  | −1   |               |
| 12   | Atlético Bucaramanga   | 34   | 34 | 14 | 6  | 14 | 55  | 60  | −5   |               |
| 13   | América de Cali        | 29   | 34 | 11 | 7  | 16 | 66  | 76  | −10  |               |
| 14   | Deportivo Samarios     | 27   | 34 | 10 | 7  | 17 | 63  | 68  | −5   |               |
| 15   | Atlético Nacional      | 23   | 34 | 7  | 9  | 18 | 54  | 96  | −42  |               |
| 16   | Independiente Medellín | 19   | 34 | 6  | 7  | 21 | 51  | 92  | −41  |               |
| 17   | Universidad Nacional   | 14   | 34 | 5  | 4  | 25 | 48  | 126 | −78  |               |
| 18   | Huracán                | 9    | 34 | 2  | 5  | 27 | 33  | 93  | −60  |               |

 Fuente: Rsssf

## Resultados
| Fecha 1              |           |                        |
| Local                | Resultado | Visitante              |
| Millonarios          | 2 - 1     | Huracán de Medellín    |
| Atlético Junior      | 6 - 1     | Independiente Medellín |
| Deportivo Samarios   | 2 - 3     | América de Cali        |
| Atlético Nacional    | 4 - 6     | Independiente Santa Fe |
| Deportes Caldas      | 2 - 2     | Bucaramanga            |
| Deportivo Pereira    | 1 - 1     | Boca Juniors de Cali   |
| Deportivo Cali       | 1 - 2     | Once Deportivo         |
| Cúcuta Deportivo     | 1 - 3     | Sporting Barranquilla  |
| Universidad Nacional | 0 -1      | Atlético Quindío       |

| Fecha 2                |           |                      |
| Local                  | Resultado | Visitante            |
| Sporting Barranquilla  | 1 - 1     | Millonarios          |
| Independiente Santa Fe | 2 - 2     | Deportivo Pereira    |
| América de Cali        | 1 - 1     | Atlético Nacional    |
| Independiente Medellín | 0 - 5     | Deportivo Cali       |
| Atlético Quindío       | 3 - 1     | Deportes Caldas      |
| Once Deportivo         | 2 - 2     | Cúcuta Deportivo     |
| Bucaramanga            | 1 - 0     | Atlético Junior      |
| Universidad Nacional   | 2 - 0     | Deportivo Samarios   |
| Huracán de Medellín    | 1 - 2     | Boca Juniors de Cali |

| Fecha 3              |           |                        |
| Local                | Resultado | Visitante              |
| Deportivo Cali       | 2 - 1     | Sporting Barranquilla  |
| Boca Juniors de Cali | 2 - 1     | América de Cali        |
| Atlético Junior      | 4 - 2     | Huracán de Medellín    |
| Deportivo Samarios   | 2 - 2     | Independiente Santa Fe |
| Deportes Caldas      | 3 - 1     | Independiente Medellín |
| Cúcuta Deportivo     | 6 - 1     | Universidad Nacional   |
| Millonarios          | 1 - 0     | Bucaramanga            |
| Atlético Nacional    | 2 - 1     | Atlético Quindío       |
| Deportivo Pereira    | 2 - 2     | Once Deportivo         |

| Fecha 4                |           |                      |
| Local                  | Resultado | Visitante            |
| Universidad Nacional   | 0 - 3     | Millonarios          |
| Huracán de Medellín    | 0 - 0     | Deportivo Pereira    |
| Independiente Santa Fe | 1 - 1     | Atlético Junior      |
| Sporting Barranquilla  | 1 - 3     | Bucaramanga          |
| América de Cali        | 1 - 3     | Cúcuta Deportivo     |
| Independiente Medellín | 1 - 4     | Boca Juniors de Cali |
| Once Deportivo         | 1 - 1     | Atlético Nacional    |
| Atlético Quindío       | 0 - 0     | Deportivo Cali       |
| Deportivo Samarios     | 1 - 2     | Deportes Caldas      |

| Fecha 5              |           |                        |
| Local                | Resultado | Visitante              |
| Boca Juniors de Cali | 2 - 2     | Atlético Quindío       |
| Millonarios          | 3 - 2     | Independiente Medellín |
| Atlético Junior      | 2 - 4     | Once Deportivo         |
| Deportivo Cali       | 5 - 1     | América de Cali        |
| Atlético Nacional    | 1 - 1     | Huracán de Medellín    |
| Deportivo Pereira    | 2 - 1     | Universidad Nacional   |
| Deportes Caldas      | 3 - 2     | Sporting Barranquilla  |
| Cúcuta Deportivo     | 2 - 0     | Deportivo Samarios     |
| Bucaramanga          | 4 - 1     | Independiente Santa Fe |

| Fecha 6                |           |                        |
| Local                  | Resultado | Visitante              |
| Universidad Nacional   | 3 - 5     | Deportes Caldas        |
| Huracán de Medellín    | 1- 1      | Deportivo Cali         |
| Independiente Santa Fe | 2 - 4     | Cúcuta Deportivo       |
| Sporting Barranquilla  | 2 - 2     | Deportivo Pereira      |
| América de Cali        | 1 - 3     | Millonarios            |
| Atlético Nacional      | 0- 10     | Boca Juniors de Cali   |
| Once Deportivo         | 1 - 3     | Bucaramanga            |
| Atlético Quindío       | 0 - 0     | Atlético Junior        |
| Deportivo Samarios     | 4 - 3     | Independiente Medellín |

| Fecha 7                |           |                        |
| Local                  | Resultado | Visitante              |
| Boca Juniors de Cali   | 3 - 3     | Sporting Barranquilla  |
| Millonarios            | 2 - 0     | Deportivo Samarios     |
| Atlético Junior        | 2 - 0     | Universidad Nacional   |
| Deportivo Cali         | 3 - 1     | Atlético Nacional      |
| Independiente Medellín | 3 - 2     | Independiente Santa Fe |
| Deportes Caldas        | 0 - 3     | Once Deportivo         |
| Deportivo Pereira      | 4 - 2     | Atlético Quindío       |
| Cúcuta Deportivo       | 4 - 1     | Huracán de Medellín    |
| Bucaramanga            | 6 - 2     | América de Cali        |

| Fecha 8                |           |                        |
| Local                  | Resultado | Visitante              |
| Independiente Santa Fe | 6 - 2     | Huracán de Medellín    |
| Sporting Barranquilla  | 1 - 1     | Deportivo Samarios     |
| América de Cali        | 1 - 1     | Deportivo Pereira      |
| Deportes Caldas        | 3 - 3     | Atlético Junior        |
| Atlético Quindío       | 3 - 1     | Once Deportivo         |
| Cúcuta Deportivo       | 2 - 1     | Independiente Medellín |
| Universidad Nacional   | 0 - 3     | Deportivo Cali         |
| Atlético Nacional      | 0 - 7     | Millonarios            |
| Boca Juniors de Cali   | 4 - 1     | Bucaramanga            |

| Fecha 9                |           |                        |
| Local                  | Resultado | Visitante              |
| Millonarios            | 3 - 0     | Cúcuta Deportivo       |
| Deportivo Cali         | 2 - 1     | Boca Juniors de Cali   |
| Huracán de Medellín    | 2 - 3     | Atlético Quindío       |
| Independiente Medellín | 1 - 4     | América de Cali        |
| Atlético Junior        | 2 - 1     | Sporting Barranquilla  |
| Once Deportivo         | 0 - 1     | Independiente Santa Fe |
| Bucaramanga            | 1 - 4     | Universidad Nacional   |
| Deportivo Samarios     | 3 - 1     | Atlético Nacional      |
| Deportivo Pereira      | 3 - 2     | Deportes Caldas        |

| Fecha 10               |           |                        |
| Local                  | Resultado | Visitante              |
| Independiente Santa Fe | 1 - 1     | América de Cali        |
| Bucaramanga            | 2 - 1     | Deportivo Pereira      |
| Deportes Caldas        | 1 - 3     | Millonarios            |
| Deportivo Cali         | 2 - 0     | Atlético Junior        |
| Atlético Nacional      | 3 - 3     | Cúcuta Deportivo       |
| Boca Juniors de Cali   | 3 - 2     | Once Deportivo         |
| Huracán de Medellín    | 1 - 0     | Deportivo Samarios     |
| Atlético Quindío       | 2 - 1     | Independiente Medellín |
| Sporting Barranquilla  | 5 - 1     | Universidad Nacional   |

| Fecha 11               |           |                        |
| Local                  | Resultado | Visitante              |
| Universidad Nacional   | 2 - 1     | Independiente Santa Fe |
| Millonarios            | 0 -1      | Atlético Junior        |
| Sporting Barranquilla  | 2 - 2     | Atlético Nacional      |
| América de Cali        | 1 - 1     | Atlético Quindío       |
| Independiente Medellín | 2 - 2     | Bucaramanga            |
| Once Deportivo         | 3 - 2     | Huracán de Medellín    |
| Deportivo Pereira      | 2 - 2     | Deportivo Cali         |
| Cúcuta Deportivo       | 3 - 2     | Deportes Caldas        |
| Deportivo Samarios     | 2 - 4     | Boca Juniors de Cali   |

| Fecha 12               |           |                        |
| Local                  | Resultado | Visitante              |
| Independiente Santa Fe | 2 - 2     | Deportes Caldas        |
| Huracán de Medellín    | 3 - 3     | América de Cali        |
| Boca Juniors de Cali   | 0 - 1     | Millonarios            |
| Atlético Junior        | 3 - 2     | Deportivo Pereira      |
| Deportivo Cali         | 1 - 1     | Deportivo Samarios     |
| Atlético Nacional      | 2 - 0     | Universidad Nacional   |
| Once Deportivo         | 3 - 3     | Independiente Medellín |
| Atlético Quindío       | 2 - 1     | Sporting Barranquilla  |
| Bucaramanga            | 2 - 1     | Cúcuta Deportivo       |

| Fecha 13               |           |                        |
| Local                  | Resultado | Visitante              |
| Universidad Nacional   | 1 - 5     | Boca Juniors de Cali   |
| Millonarios            | 1 - 0     | Atlético Quindío       |
| Sporting Barranquilla  | 6 - 3     | Independiente Santa Fe |
| América de Cali        | 5 - 1     | Once Deportivo         |
| Independiente Medellín | 1 - 1     | Huracán de Medellín    |
| Deportes Caldas        | 3 - 1     | Deportivo Cali         |
| Deportivo Pereira      | 2 - 3     | Atlético Nacional      |
| Cúcuta Deportivo       | 1 - 0     | Atlético Junior        |
| Deportivo Samarios     | 0 - 1     | Bucaramanga            |

| Fecha 14               |           |                       |
| Local                  | Resultado | Visitante             |
| Huracán de Medellín    | 4 - 0     | Universidad Nacional  |
| Boca Juniors de Cali   | 2 - 3     | Cúcuta Deportivo      |
| Independiente Santa Fe | 2 - 2     | Millonarios           |
| Atlético Junior        | 2 - 3     | Atlético Nacional     |
| América de Cali        | 3 - 1     | Deportes Caldas       |
| Independiente Medellín | 4 - 0     | Deportivo Pereira     |
| Once Deportivo         | 0 - 0     | Sporting Barranquilla |
| Atlético Quindío       | 4 - 1     | Deportivo Samarios    |
| Bucaramanga            | 1 - 1     | Deportivo Cali        |

| Fecha 15              |           |                        |
| Local                 | Resultado | Visitante              |
| Universidad Nacional  | 2 - 5     | América de Cali        |
| Millonarios           | 3 - 1     | Once Deportivo         |
| Sporting Barranquilla | 3 - 1     | Huracán de Medellín    |
| Deportivo Cali        | 2 - 2     | Independiente Santa Fe |
| Atlético Nacional     | 2 - 2     | Independiente Medellín |
| Deportes Caldas       | 2 - 3     | Boca Juniors de Cali   |
| Atlético Quindío      | 1 - 1     | Bucaramanga            |
| Cúcuta Deportivo      | 1 - 2     | Deportivo Pereira      |
| Deportivo Samarios    | 2 - 3     | Atlético Junior        |

| Fecha 16               |           |                       |
| Local                  | Resultado | Visitante             |
| Deportivo Pereira      | 2 - 7     | Millonarios           |
| Cúcuta Deportivo       | 2 - 2     | Deportivo Cali        |
| Independiente Medellín | 0 - 0     | Universidad Nacional  |
| Bucaramanga            | 4 - 1     | Atlético Nacional     |
| Atlético Junior        | 1 - 1     | Boca Juniors de Cali  |
| Once Deportivo         | 3- 2      | Deportivo Samarios    |
| América de Cali        | 4 - 2     | Sporting Barranquilla |
| Independiente Santa Fe | 3 - 2     | Atlético Quindío      |
| Huracán de Medellín    | 1 - 2     | Deportes Caldas       |

| Fecha 17              |           |                        |
| Local                 | Resultado | Visitante              |
| Boca Juniors de Cali  | 3 - 0     | Independiente Santa Fe |
| Millonarios           | 2 - 1     | Deportivo Cali         |
| Sporting Barranquilla | 5 - 3     | Independiente Medellín |
| Atlético Nacional     | 2 - 2     | Deportes Caldas        |
| Atlético Quindío      | 3 - 1     | Cúcuta Deportivo       |
| Once Deportivo        | 8 - 1     | Universidad Nacional   |
| América de Cali       | 0 - 0     | Atlético Junior        |
| Deportivo Samarios    | 3 - 1     | Deportivo Pereira      |
| Bucaramanga           | 3 - 0     | Huracán de Medellín    |

| Fecha 18               |           |                      |
| Local                  | Resultado | Visitante            |
| Huracán de Medellín    | 0 - 1     | Millonarios          |
| Independiente Medellín | 1 - 4     | Atlético Junior      |
| América de Cali        | 3 - 1     | Deportivo Samarios   |
| Independiente Santa Fe | 7- 3      | Atlético Nacional    |
| Bucaramanga            | 1 - 0     | Deportes Caldas      |
| Boca Juniors de Cali   | 2 - 0     | Deportivo Pereira    |
| Once Deportivo         | 2 - 3     | Deportivo Cali       |
| Sporting Barranquilla  | 2 - 2     | Cúcuta Deportivo     |
| Atlético Quindío       | 4 - 1     | Universidad Nacional |

| Fecha 19             |           |                        |
| Local                | Resultado | Visitante              |
| Millonarios          | 7 - 1     | Sporting Barranquilla  |
| Deportivo Pereira    | 1 - 2     | Independiente Santa Fe |
| Atlético Nacional    | 2 - 3     | América de Cali        |
| Deportivo Cali       | 4 - 1     | Independiente Medellín |
| Deportes Caldas      | 4 - 3     | Atlético Quindío       |
| Cúcuta Deportivo     | 4 - 2     | Once Deportivo         |
| Atlético Junior      | 3 - 1     | Bucaramanga            |
| Deportivo Samarios   | 12 - 1    | Universidad Nacional   |
| Boca Juniors de Cali | 9 - 1     | Huracán de Medellín    |

| Fecha 20               |           |                      |
| Local                  | Resultado | Visitante            |
| Sporting Barranquilla  | 2 - 3     | Deportivo Cali       |
| América de Cali        | 0 - 2     | Boca Juniors de Cali |
| Huracán de Medellín    | 1 - 2     | Atlético Junior      |
| Independiente Santa Fe | 3 - 2     | Deportivo Samarios   |
| Independiente Medellín | 3 - 2     | Deportes Caldas      |
| Universidad Nacional   | 2 - 1     | Cúcuta Deportivo     |
| Bucaramanga            | 1 - 2     | Millonarios          |
| Atlético Quindío       | 5 - 1     | Atlético Nacional    |
| Once Deportivo         | 1 - 1     | Deportivo Pereira    |

| Fecha 21             |           |                        |
| Local                | Resultado | Visitante              |
| Millonarios          | 5 - 2     | Universidad Nacional   |
| Deportivo Pereira    | 9 - 0     | Huracán de Medellín    |
| Atlético Junior      | 2 - 2     | Independiente Santa Fe |
| Bucaramanga          | 0 - 3     | Sporting Barranquilla  |
| Cúcuta Deportivo     | 2 - 0     | América de Cali        |
| Boca Juniors de Cali | 6 - 3     | Independiente Medellín |
| Atlético Nacional    | 1 - 3     | Once Deportivo         |
| Deportivo Cali       | 2 - 2     | Atlético Quindío       |
| Deportes Caldas      | 1 - 2     | Deportivo Samarios     |

| Fecha 22               |           |                      |
| Local                  | Resultado | Visitante            |
| Atlético Quindío       | 2 - 2     | Boca Juniors de Cali |
| Independiente Medellín | 2 - 3     | Millonarios          |
| Once Deportivo         | 4 - 2     | Atlético Junior      |
| América de Cali        | 1 - 4     | Deportivo Cali       |
| Huracán de Medellín    | 1 - 5     | Atlético Nacional    |
| Universidad Nacional   | 2 - 4     | Deportivo Pereira    |
| Sporting Barranquilla  | 3 - 2     | Deportes Caldas      |
| Deportivo Samarios     | 2 - 5     | Cúcuta Deportivo     |
| Independiente Santa Fe | 2 - 2     | Bucaramanga          |

| Fecha 23               |           |                        |
| Local                  | Resultado | Visitante              |
| Deportes Caldas        | 5 - 1     | Universidad Nacional   |
| Deportivo Cali         | 5 - 2     | Huracán de Medellín    |
| Cúcuta Deportivo       | 2 - 1     | Independiente Santa Fe |
| Deportivo Pereira      | 4 - 2     | Sporting Barranquilla  |
| Millonarios            | 4 - 0     | América de Cali        |
| Boca Juniors de Cali   | 5- 1      | Atlético Nacional      |
| Bucaramanga            | 0 - 2     | Once Deportivo         |
| Atlético Junior        | 3 - 1     | Atlético Quindío       |
| Independiente Medellín | 1 - 2     | Deportivo Samarios     |

| Fecha 24               |           |                        |
| Local                  | Resultado | Visitante              |
| Sporting Barranquilla  | 3 - 2     | Boca Juniors de Cali   |
| Deportivo Samarios     | 0 - 3     | Millonarios            |
| Universidad Nacional   | 2 - 2     | Atlético Junior        |
| Atlético Nacional      | 1 - 2     | Deportivo Cali         |
| Independiente Santa Fe | 4 - 1     | Independiente Medellín |
| Once Deportivo         | 3 - 2     | Deportes Caldas        |
| Atlético Quindío       | 2 - 2     | Deportivo Pereira      |
| Huracán de Medellín    | 3 - 5     | Cúcuta Deportivo       |
| América de Cali        | 3 - 4     | Bucaramanga            |

| Fecha 25               |           |                        |
| Local                  | Resultado | Visitante              |
| Huracán de Medellín    | 0 - 8     | Independiente Santa Fe |
| Deportivo Samarios     | 1 - 1     | Sporting Barranquilla  |
| Deportivo Pereira      | 2 - 1     | América de Cali        |
| Atlético Junior        | 1 - 2     | Deportes Caldas        |
| Once Deportivo         | 1 - 2     | Atlético Quindío       |
| Independiente Medellín | 2 - 0     | Cúcuta Deportivo       |
| Deportivo Cali         | 7 - 0     | Universidad Nacional   |
| Millonarios            | 4 - 1     | Atlético Nacional      |
| Bucaramanga            | 0 - 2     | Boca Juniors de Cali   |

| Fecha 26               |           |                        |
| Local                  | Resultado | Visitante              |
| Cúcuta Deportivo       | 1 - 1     | Millonarios            |
| Boca Juniors de Cali   | 2 - 1     | Deportivo Cali         |
| Atlético Quindío       | 0 - 0     | Huracán de Medellín    |
| América de Cali        | 2 - 0     | Independiente Medellín |
| Sporting Barranquilla  | 1 - 0     | Atlético Junior        |
| Independiente Santa Fe | 3 - 0     | Once Deportivo         |
| Universidad Nacional   | 2 - 4     | Bucaramanga            |
| Atlético Nacional      | 2 - 1     | Deportivo Samarios     |
| Deportes Caldas        | 2 - 1     | Deportivo Pereira      |

| Fecha 27               |           |                        |
| Local                  | Resultado | Visitante              |
| América de Cali        | 2 - 3     | Independiente Santa Fe |
| Deportivo Pereira      | 3 - 1     | Bucaramanga            |
| Millonarios            | 2 - 2     | Deportes Caldas        |
| Atlético Junior        | 3 - 1     | Deportivo Cali         |
| Cucuta Deportivo       | 1 - 1     | Atlético Nacional      |
| Once Deportivo         | 2 - 5     | Boca Juniors de Cali   |
| Deportivo Samarios     | 1 - 0     | Huracán de Medellín    |
| Independiente Medellín | 0 - 3     | Atlético Quindío       |
| Universidad Nacional   | 2 - 5     | Sporting Barranquilla  |

| Fecha 28               |           |                        |
| Local                  | Resultado | Visitante              |
| Independiente Santa Fe | 4 - 0     | Universidad Nacional   |
| Atlético Junior        | 1 - 4     | Millonarios            |
| Atlético Nacional      | 1 - 2     | Sporting Barranquilla  |
| Atlético Quindío       | 2 - 2     | América de Cali        |
| Bucaramanga            | 3 - 1     | Independiente Medellín |
| Huracán de Medellín    | 0 - 1     | Once Deportivo         |
| Deportivo Cali         | 2 - 1     | Deportivo Pereira      |
| Deportes Caldas        | 3 - 3     | Cucuta Deportivo       |
| Boca Juniors de Cali   | 1 - 0     | Deportivo Samarios     |

| Fecha 29               |           |                        |
| Local                  | Resultado | Visitante              |
| Deportes Caldas        | 0 - 2     | Independiente Santa Fe |
| América de Cali        | 1 - 1     | Huracán de Medellín    |
| Millonarios            | 5- 2      | Boca Juniors de Cali   |
| Deportivo Pereira      | 2 - 1     | Atlético Junior        |
| Deportivo Samarios     | 2 - 2     | Deportivo Cali         |
| Universidad Nacional   | 4 - 0     | Atlético Nacional      |
| Independiente Medellín | 0 - 0     | Once Deportivo         |
| Sporting Barranquilla  | 2 - 2     | Atlético Quindío       |
| Cucuta Deportivo       | 5 - 1     | Bucaramanga            |

| Fecha 30               |           |                        |
| Local                  | Resultado | Visitante              |
| Boca Juniors de Cali   | 7 - 2     | Universidad Nacional   |
| Atlético Quindío       | 0 - 4     | Millonarios            |
| Independiente Santa Fe | 6 - 2     | Sporting Barranquilla  |
| Once Deportivo         | 1 - 0     | América de Cali        |
| Huracán de Medellín    | 0 - 1     | Independiente Medellín |
| Deportivo Cali         | 2 - 1     | Deportes Caldas        |
| Atlético Nacional      | 0 - 1     | Deportivo Pereira      |
| Atlético Junior        | 0 - 3     | Cúcuta Deportivo       |
| Bucaramanga            | 0 - 0     | Deportivo Samarios     |

| Fecha 31              |           |                        |
| Local                 | Resultado | Visitante              |
| Universidad Nacional  | 1 - 0     | Huracán de Medellín    |
| Cucuta Deportivo      | 3 - 1     | Boca Juniors de Cali   |
| Millonarios           | 5 - 1     | Independiente Santa Fe |
| Atlético Nacional     | 1 - 1     | Atlético Junior        |
| Deportes Caldas       | 7 - 5     | América de Cali        |
| Deportivo Pereira     | 1 - 1     | Independiente Medellín |
| Sporting Barranquilla | 3 - 2     | Once Deportivo         |
| Deportivo Samarios    | 1 - 0     | Atlético Quindío       |
| Deportivo Cali        | 5 - 1     | Bucaramanga            |

| Fecha 32               |           |                       |
| Local                  | Resultado | Visitante             |
| América de Cali        | 6 - 2     | Universidad Nacional  |
| Once Deportivo         | 1 - 2     | Millonarios           |
| Huracán de Medellín    | 0 - 1     | Sporting Barranquilla |
| Independiente Santa Fe | 1 - 3     | Deportivo Cali        |
| Independiente Medellín | 3 - 1     | Atlético Nacional     |
| Boca Juniors de Cali   | 3 - 4     | Deportes Caldas       |
| Bucaramanga            | 1 - 2     | Atlético Quindío      |
| Deportivo Pereira      | 1 - 5     | Cúcuta Deportivo      |
| Atlético Junior        | 1 - 0     | Deportivo Samarios    |

| Fecha 33              |           |                        |
| Local                 | Resultado | Visitante              |
| Millonarios           | 2 - 0     | Deportivo Pereira      |
| Deportivo Cali        | 2 - 1     | Cucuta Deportivo       |
| Universidad Nacional  | 5 - 1     | Independiente Medellín |
| Atlético Nacional     | 2 - 1     | Bucaramanga            |
| Boca Juniors de Cali  | 3 - 2     | Atlético Junior        |
| Deportivo Samarios    | 4 - 3     | Once Deportivo         |
| Sporting Barranquilla | 1 - 0     | América de Cali        |
| Atlético Quindío      | 5 - 4     | Independiente Santa Fe |
| Deportes Caldas       | 1 - 0     | Huracán de Medellín    |

| Fecha 34               |           |                       |
| Local                  | Resultado | Visitante             |
| Independiente Santa Fe | 2 - 3     | Boca Juniors de Cali  |
| Deportivo Cali         | 0 - 0     | Millonarios           |
| Independiente Medellín | 1 - 4     | Sporting Barranquilla |
| Deportes Caldas        | 1 - 0     | Atlético Nacional     |
| Cucuta Deportivo       | 6 - 2     | Atlético Quindío      |
| Universidad Nacional   | 3 - 3     | Once Deportivo        |
| Atlético Junior        | 4 - 0     | América de Cali       |
| Deportivo Pereira      | 4 - 2     | Deportivo Samarios    |
| Huracán de Medellín    | 0 - 1     | Bucaramanga           |

| 1951                   | AME | BJC  | BUC | CAL | CUC | DCA | HUR | JUN | DIM | MIL | NAL | ONC | PER | QUI | SAM | SFE | SPB | UNI  |
| América de Cali        |     | 0:2  | 3:4 | 1:4 | 1:3 | 3:1 | 1:0 | 0:0 | 2:0 | 1:3 | 1:1 | 5:1 | 1:1 | 1:1 | 3:1 | 2:3 | 4:2 | 6:2  |
| Boca Juniors de Cali   | 2:1 |      | 4:1 | 5:1 | 2:3 | 3:4 | 9:1 | 3:2 | 6:3 | 0:1 | 5:1 | 3:2 | 2:0 | 2:2 | 1:0 | 3:0 | 3:3 | 7:2  |
| Atlético Bucaramanga   | 6:2 | 0:2  |     | 1:1 | 2:1 | 1:0 | 3:0 | 1:0 | 3:1 | 1:2 | 4:1 | 0:2 | 2:1 | 1:2 | 0:0 | 4:1 | 0:3 | 1:4  |
| Deportivo Cali         | 5:1 | 2:1  | 5:1 |     | 2:1 | 2:1 | 5:2 | 2:0 | 4:1 | 0:0 | 3:1 | 1:2 | 2:1 | 2:2 | 1:1 | 2:2 | 2:1 | 7:0  |
| Cúcuta Deportivo       | 2:0 | 3:1  | 5:1 | 2:2 |     | 3:2 | 4:1 | 1:0 | 2:1 | 2:1 | 1:1 | 4:2 | 1:2 | 6:2 | 2:0 | 2:1 | 1:2 | 6:1  |
| Deportes Caldas        | 7:5 | 2:3  | 2:2 | 3:1 | 3:3 |     | 1:0 | 3:3 | 3:1 | 1:3 | 1:0 | 0:3 | 3:1 | 4:3 | 1:2 | 0:2 | 3:2 | 5:1  |
| Huracán                | 3:3 | 1:2  | 0:1 | 1:1 | 3:5 | 1:3 |     | 1:2 | 0:1 | 0:1 | 1:5 | 0:1 | 0:0 | 2:3 | 1:0 | 0:8 | 0:1 | 4:0  |
| Junior                 | 4:0 | 1:1  | 3:1 | 3:1 | 0:3 | 1:2 | 4:2 |     | 6:1 | 1:4 | 2:3 | 2:4 | 3:2 | 3:1 | 1:4 | 2:2 | 2:1 | 2:0  |
| Independiente Medellín | 1:4 | 1:4  | 2:2 | 0:5 | 2:0 | 3:2 | 1:1 | 1:4 |     | 2:3 | 3:1 | 0:0 | 4:0 | 0:3 | 1:2 | 3:2 | 1:4 | 0:0  |
| Millonarios            | 4:0 | 5:2  | 1:0 | 2:1 | 3:0 | 2:2 | 2:1 | 0:1 | 3:2 |     | 4:1 | 3:1 | 2:0 | 1:0 | 2:0 | 5:1 | 7:1 | 5:2  |
| Atlético Nacional      | 2:3 | 0:10 | 2:1 | 1:2 | 3:3 | 2:2 | 1:1 | 1:1 | 2:2 | 0:7 |     | 1:3 | 0:1 | 2:1 | 4:2 | 4:6 | 1:2 | 2:0  |
| Once Deportivo         | 1:0 | 2:5  | 3:1 | 2:3 | 2:2 | 3:2 | 3:2 | 4:2 | 3:3 | 1:2 | 1:1 |     | 1:1 | 1:2 | 3:2 | 0:1 | 2:1 | 8:1  |
| Pereira                | 2:1 | 1:1  | 3:1 | 2:2 | 1:5 | 3:2 | 9:0 | 2:1 | 1:1 | 2:7 | 2:3 | 2:2 |     | 4:2 | 4:2 | 1:2 | 4:2 | 2:1  |
| Deportes Quindío       | 2:2 | 2:2  | 1:1 | 0:0 | 3:1 | 3:1 | 2:1 | 1:3 | 2:1 | 0:4 | 5:1 | 3:1 | 2:2 |     | 4:1 | 5:4 | 2:1 | 4:1  |
| Samarios               | 2:3 | 2:4  | 0:1 | 2:2 | 2:5 | 1:2 | 1:0 | 2:3 | 4:3 | 0:3 | 3:1 | 4:3 | 3:1 | 1:0 |     | 2:2 | 1:1 | 12:1 |
| Santa Fe               | 1:1 | 2:3  | 2:2 | 1:3 | 2:4 | 2:2 | 6:2 | 1:1 | 4:1 | 2:2 | 7:3 | 1:0 | 2:2 | 3:2 | 3:2 |     | 6:2 | 4:0  |
| Sporting               | 1:0 | 3:2  | 1:3 | 2:3 | 2:2 | 3:2 | 3:1 | 1:1 | 5:3 | 1:1 | 2:2 | 3:2 | 2:2 | 2:2 | 1:1 | 6:3 |     | 5:1  |
| Universidad Nacional   | 2:5 | 1:5  | 0:2 | 0:3 | 3:5 | 3:5 | 1:0 | 2:2 | 5:1 | 0:3 | 4:0 | 3:3 | 2:4 | 0:1 | 1:1 | 2:1 | 2:5 |      |

|                                |
| Bandera de Colombia            |
| Campeón Millonarios 2.º título |

## Goleadores
| Jugador            | Equipo               | Goles |
| ------------------ | -------------------- | ----- |
| Alfredo Di Stéfano | Millonarios          | 32    |
| Julio Ávila        | Deportes Caldas      | 30    |
| Antonio Báez       | Millonarios          | 28    |
| Alejandrino Genes  | Boca Juniors de Cali | 26    |
| Ángel Berni        | Boca Juniors de Cali | 23    |
| Bibiano Zapirain   | Cúcuta Deportivo     | 22    |
| Elger Alarcón      | Deportes Quindío     | 22    |